# TOra
TOra (Toolkit for Oracle) – darmowy pakiet narzędziowy do obsługi bazy danych Oracle. Zawiera debuger PL/SQL oraz pomoc SQL z podświetlaniem składni, przeglądarką baz danych, oraz wszechstronny panel administratora. Tora obsługuje także MySQL i PostgreSQL.
Program używa biblioteki Qt i jest rozpowszechniany na licencji GNU General Public License.